# Affenadler
Der Affenadler oder Philippinenadler (Pithecophaga jefferyi) ist eine sehr große und kräftige Vogelart aus der Familie der Habichtartigen (Accipitridae). Die Gattung Pithecophaga ist monotypisch mit dem Affenadler als einziger Art. Der Affenadler ist ein Endemit der Philippinen und bewohnt dort primäre Regenwälder, Sekundärwälder und Galeriewälder.
Die Hauptnahrung des Affenadlers sind baumbewohnende Säugetiere, daneben werden auch andere Säuger sowie größere Vögel und Reptilien gefressen. Aufgrund anhaltender und schneller Lebensraumzerstörung und Bejagung ist der Affenadler laut IUCN vom Aussterben bedroht (critically endangered). Der Gesamtbestand wird bei großen Unsicherheiten auf noch etwa 90 bis 250 Paare geschätzt, maximal könnte er 340 Paare umfassen.

## Beschreibung

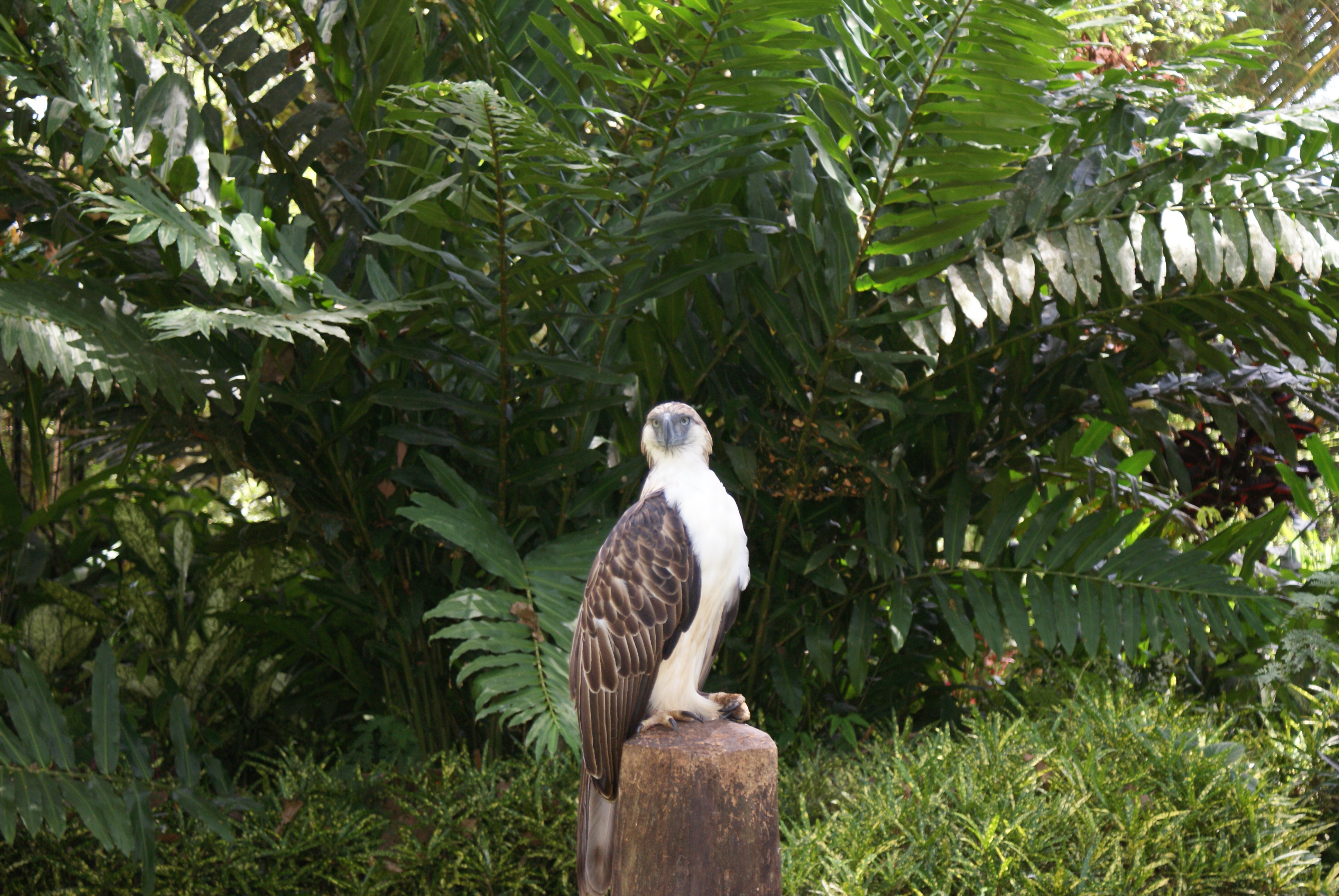
Affenadler in menschlicher Obhut

Affenadler sind mächtige Greifvögel mit auffallend hohem, aber sehr schmalem Schnabel, einer aufrichtbaren, langen und locker struppigen Federhaube und relativ kurzen, aber sehr breiten Flügeln. Der Schwanz ist recht lang und am Ende fast gerade, die Beine sind vergleichsweise kurz, aber ebenso wie die Zehen außerordentlich kräftig. Die Tarsometatarsi sind weitgehend unbefiedert. Die Art ähnelt im Habitus den Habichten und Sperbern (Accipiter). Die Körperlänge beträgt 90–100 cm, die Flügelspannweite 184–202 cm und das Gewicht 4,7–8,0 kg. Die Geschlechter unterscheiden sich hinsichtlich der Färbung nicht, Weibchen sind jedoch größer und schwerer als Männchen. Genauere Angaben zum Ausmaß dieses Geschlechtsdimorphismus liegen bisher nicht vor.
Adulte Vögel sind auf der gesamten Oberseite fast einfarbig braun. Rückengefieder und Oberflügeldecken sind in variabler Stärke beige oder cremefarben gerandet. Die Schwingen sind zur Spitze hin dunkler und mehr schwarzbraun. Die oberseits ebenfalls braunen Steuerfedern haben einen deutlich abgesetzten weißen Schaft und zeigen drei bis vier undeutliche dunkle Binden, eine breite Subterminalbinde und eine schmale weiße Spitze. Oberkopf, Haube und Nacken sind beige mit langen schwarzen Stricheln. Die Zügelregion ist dunkel aschfarben, von der Augenumgebung bis hinunter zur oberen Kehle weist das Gefieder auf beigem Grund fein schwarze Schaftstriche auf. Der übrige Kopf ist wie fast die gesamte Unterseite einfarbig cremeweiß. Die Beinbefiederung zeigt auf diesem Grund kräftige, die kleinen Unterflügeldecken schwache rotbraune Strichel. Schwingen und Steuerfedern sind unterseits mehr silbrig, die Armschwingen und die Steuerfedern haben breite, undeutliche dunkle Subterminalbinden, die Handschwingen zeigen eine schwache dunkle Bänderung und dunklere Spitzen.
Die Iris ist blaugrau bis blassblau, die Wachshaut ist dunkel grüngrau bis grünlich schwarz, der Schnabel ist schwarzgrau. Beine und Zehen sind gelb, die Krallen sind schwarz.
Das Jugendkleid unterscheidet sich nur wenig von dem der Altvögel. Die hellen Säume des Oberseitengefieders sind meist breiter und mehr weiß als bei adulten Vögeln, die Armschwingen sind fast einfarbig und die Subterminalbinde der Steuerfedern ist schmaler und weniger auffällig. Die Iris ist braun und die Beine sind heller und mehr weißlich gelb. In welchem Alter die Jungvögel das Adultkleid ausbilden, ist bisher nicht bekannt.

## Lautäußerungen
Die Rufe werden unterschiedlich beschrieben, etwa als fremdartig klingendes Jammern oder als lange, weiche oder hohe Pfiffe wie „whiiiiiiuh“, die meist in der Tonhöhe ansteigen, gelegentlich aber auch abfallen. Männchen sind während der Balz recht ruffreudig. Bettelnde Jungvögel äußern auffällige und weittragende Serien hoher und spitzer Rufe.

## Benennung und Systematik
Das erste Exemplar des Affenadlers wurde von John Whitehead 1896 auf Samar gesammelt. Der Gattungsname Pithecophaga ist aus den griechischen Wörtern πίθηκος, altgr. ausgesprochen píthēkos („Affe“) und φᾰγεῖν, ausgesprochen phagein („essen“) zusammengesetzt, bedeutet wörtlich also etwa „Der Affenessende“. Dieser Name wurde vom Erstbeschreiber William Robert Ogilvie-Grant gewählt, da sich die Art nach den Erzählungen der Eingeborenen auf Samar vor allem von Affen ernähren sollte. Mit dem Artepitheton jefferyi ehrte Ogilvie-Grant Jeffery Ludlam Barton Whitehead (1831–1915), den Vater von John Whitehead.
Der Affenadler wurde lange Zeit zusammen mit den beiden neotropischen Arten Harpyie (Harpia harpyja) und Würgadler (Morphnus guianensis) sowie dem Papuaadler (Harpyopsis novaeguineae) Neuguineas in eine Unterfamilie Harpiinae gestellt. Gemeinsame Merkmale dieser Arten sind die erhebliche Größe und der weitgehend unbefiederte Tarsometatarsus, außerdem bestehen Ähnlichkeiten im Verhalten.
Nach molekulargenetischen Untersuchungen ist der Affenadler jedoch nicht näher mit diesen drei Arten verwandt, sondern zur Unterfamilie Circaetinae zu stellen, zu der unter anderem die Schlangenadler (Circaetus), die Spilornis und der Gaukler (Terathopius ecaudatus) gehören. Die Schwestergruppe des Affenadlers innerhalb der Circaetinae ist nach diesen Untersuchungen eine Artengruppe, die den Gaukler, die Schlangenadler und den Kongoschlangenadler (Dryotriorchis spectabilis) umfasst. Letzterer wurde bisher als monotypische Gattung geführt, Lerner & Mindell konnten diese Sonderstellung jedoch nicht bestätigen. Nach ihren Ergebnissen ist der Kongoschlangenadler zu den Schlangenadlern (Circaetus) zu stellen.
Eine systematische Zugehörigkeit des Affenadlers zu den Circaetinae war bisher nicht vermutet worden, Lerner & Mindell haben diesen Befund daher mehrfach und mit der DNA von drei verschiedenen Individuen überprüft, immer mit demselben Resultat. Die Ähnlichkeiten mit den als Monophylum bestätigten anderen drei Arten der Unterfamilie Harpiinae beruhen demnach auf Konvergenz.

## Verbreitung und Lebensraum

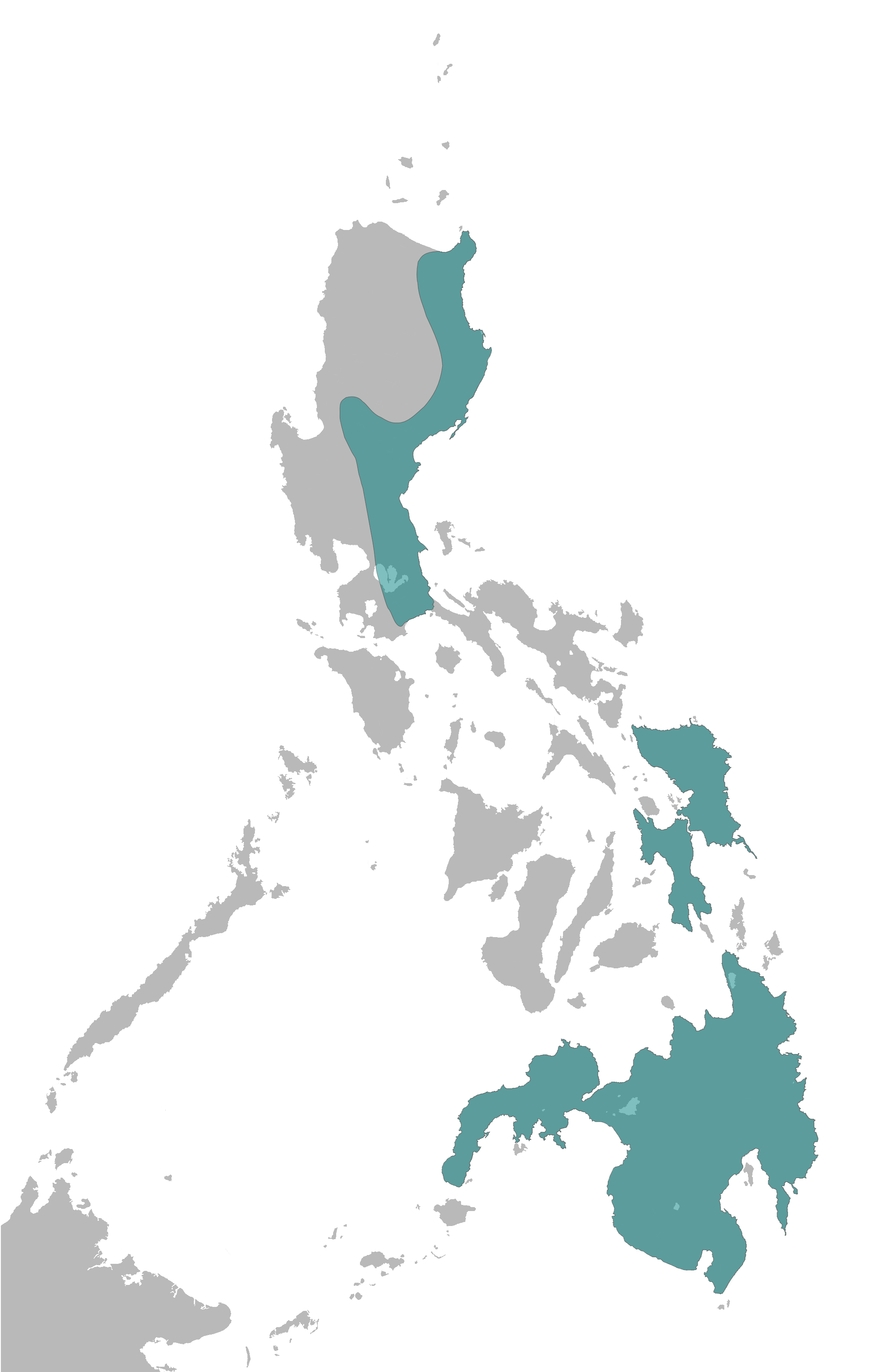
Verbreitungsgebiet (blaugrün) des Affenadlers. Die vier Inseln mit Vorkommen der Art sind (von Norden nach Süden) Luzon, Samar, Leyte und Mindanao.

Der Affenadler ist ein Endemit der Philippinen und kommt dort im Osten von Luzon, auf Samar, Leyte und Mindanao vor. Die Größe des Gesamtverbreitungsgebietes wird auf etwa 146.000 km² geschätzt. Ob er früher auf den gesamten Philippinen vorkam oder immer schon im trockeneren Westen des Archipels gefehlt hat, ist ungeklärt.
Affenadler bewohnen primäre, von Flügelfruchtgewächsen (Dipterocarpaceae) dominierte Regenwälder vor allem in bergigem Gelände sowie Sekundärwälder und Galeriewälder. Die Art kommt in Höhenlagen von 0 bis 1800 m vor.
Auf Mindanao wurden in den 1990er Jahren zwischen 14 benachbarten Revieren relativ einheitliche Abstände von 8,3–17,5 km gefunden, im Mittel 12,7 km. Die Autoren gehen davon aus, dass ein Kreis mit einem Radius von der Hälfte dieser Entfernung etwa den Aktionsraum eines Paares umfassen dürfte, der demnach eine Größe von im Mittel 133 km² hat. In diesem errechneten Aktionsraum befanden sich im Mittel 73 km² Wald, der Rest bestand aus Offenland mit unterschiedlichen Nutzungen. Von 13 gefundenen Horsten waren neun weniger als 100 m vom Waldrand entfernt. Die anderen vier waren weiter vom Waldrand entfernt, die zugehörigen Aktionsräume enthielten aber immer noch einen erheblichen Anteil Offenland. Ob sich aus diesen Befunden eine Bevorzugung von Waldrandbereichen ableiten lässt, ist unsicher. Möglich ist auch, dass die Nester dort nur einfacher zu finden sind oder dass diese Verteilung durch die starke Fragmentierung der verbliebenen Waldgebiete erzwungen wird.

## Jagdweise und Nahrung
Affenadler sind opportunistische Jäger und erbeuten ein breites Spektrum vor allem baumbewohnender Wirbeltiere. Hauptnahrung sind Säugetiere, auf Mindanao vor allem Philippinen-Gleitflieger (Cynocephalus volans) und Fleckenmusangs (Paradoxurus hermaphroditus). Daneben werden auch andere Säuger wie Makaken, Gleithörnchen, Schönhörnchen und weitere Nagetiere, Fledermäuse, Flughunde, größere Vögel wie Nashornvögel, Eulen und Greifvögel sowie Reptilien wie Schlangen und Warane gefressen. Repräsentative Untersuchungen zum Nahrungsspektrum einzelner Paare liegen bisher kaum vor. Von 17 durch Beobachtung am Nest nachgewiesenen Beutetieren eines Brutpaares im zentralen Mindanao waren je sieben Philippinen-Gleitflieger bzw. Fleckenmusangs, außerdem wurden zwei Ratten (Rattus spp.) und eine Samar-Kobra (Naja samarensis) zum Nest gebracht. Untersuchungen zur Nahrung des Affenadlers auf anderen Inseln liegen bisher nicht vor. Dort dürfte das Nahrungsspektrum zum Teil deutlich von dem auf Mindanao abweichen, so kommen auf Luzon weder Philippinen-Gleitflieger noch Gleithörnchen vor.
Detaillierte Beobachtungen zum Jagdverhalten liegen bisher nicht vor, nach einzelnen Beobachtungen jagen die Adler vom Ansitz aus, aber auch im direkten Verfolgungsflug. In einem Fall lag die erste Ansitzwarte hoch oben am Hang eines Hügels, nach jeweils 5 bis 10 Minuten erfolgte ein Wartenwechsel im Gleitflug hangabwärts, bis schließlich nach etwa einer Stunde der Talboden erreicht war. Danach kreiste der Adler in einer Thermiksäule aufwärts, bis er wieder seine Anfangshöhe erreicht hatte. Affenadler jagen sowohl einzeln als auch paarweise. Nach Berichten von Einheimischen kooperieren die Adler vor allem bei der Jagd auf Affen, wobei der eine Adler einen Affen ablenkt und der andere diesen Affen dann von hinten greift.

## Fortpflanzung

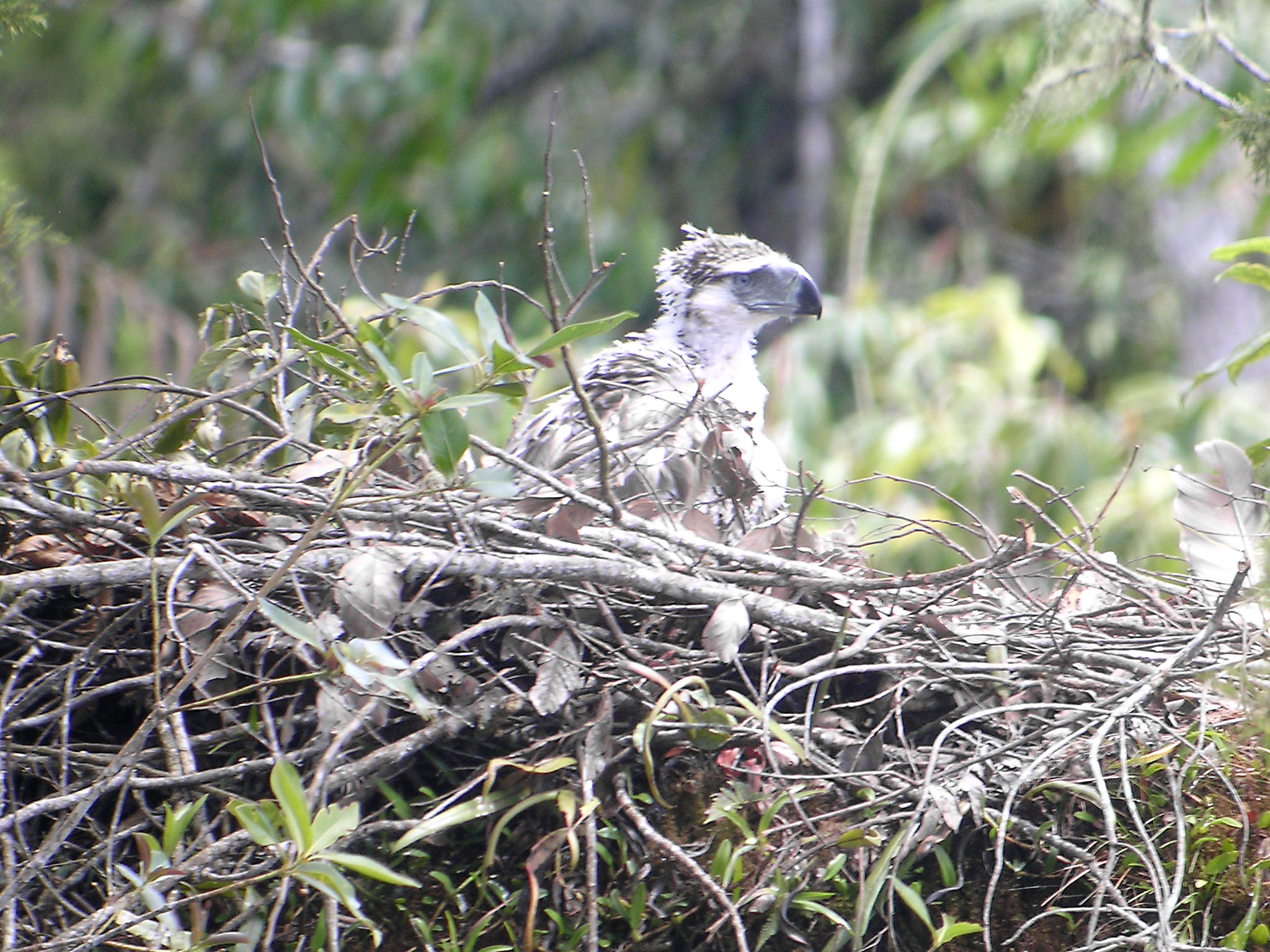
Nest eines Affenadlers mit großem Nestling. Gut zu sehen ist hier auch die aus Epiphyten bestehende Nestunterlage.

Affenadler leben monogam in Paaren und sind streng territorial. Die Balz besteht aus gemeinsamem Kreisen über dem Nest, wobei das Männchen meist oberhalb des Weibchens kreist, sowie aus Verfolgungsflügen mit spielerischen Attacken des Männchens, wobei sich das Weibchen gelegentlich auf den Rücken wirft und dem Männchen ihrerseits die Krallen präsentiert, und gemeinsamen Gleitflügen durch das Revier. Das Männchen ruft in der Balzzeit außerdem sehr intensiv auf dem Nest und übergibt dem Weibchen dort auch Beute.
Die Nester werden überwiegend auf dem jeweils größten Baum der Umgebung, dem über das Kronendach ragenden Emergenten, in bis zu 45 m Höhe errichtet, oft steht der Horstbaum auf weniger als der halben Höhe eines Hangs in einem sehr tief eingeschnittenen Tal. Das Nest befindet sich meist in einer Hauptstammgabel innerhalb der Krone. Als Unterlage dienen häufig Epiphyten. Die Nester sind im Normalfall große Bauten aus Ästen mit einem Durchmesser von etwa 1,5 m, die Nestmulde wird während der gesamten Fortpflanzungsperiode immer wieder mit grünen Zweigen ausgelegt.
Die Eiablage erfolgt auf Mindanao im Zeitraum Ende September bis Anfang Dezember, auf Luzon nach Einzelbeobachtungen von Mitte Dezember bis Mitte Januar. Die Gelege bestehen meist aus einem, selten aus zwei Eiern. Die Brutzeit beträgt 58–60 Tage, es brütet überwiegend das Weibchen. Bei einer intensiv beobachteten Brut auf Mindanao betrug der Anteil des Weibchens 74 %, auch nachts brütete fast immer das Weibchen. Zur Dauer der Nestlingszeit gibt es unterschiedliche Angaben, in einem Fall wurden 105 Tage angegeben, aber bei mehreren anderen Bruten 134–164 Tage. Es wird nur ein Jungvogel flügge. Ein mit Sender versehener Jungvogel wurde 17 Monate nach dem Ausfliegen selbständig, ein vollständiger erfolgreicher Brutzyklus dauert demnach etwa 2 Jahre. Nach einem Brutverlust kann es jedoch recht schnell zur erneuten Eiablage kommen. Wann die Geschlechtsreife erreicht wird, ist bisher nicht genau bekannt; wahrscheinlich aber erst mit einem Alter von 6 bis 8 Jahren.

## Bestand
Der Gesamtbestand ist nicht genau bekannt. Eine einigermaßen fundierte Abschätzung liegt nur für die Größe des Bestandes auf Mindanao vor. Aus der anhand von 13 besetzten Revieren abgeschätzten Aktionsraumgröße von im Mittel 133 km² und der noch vorhandenen Waldfläche berechneten die Autoren für die 1990er Jahre einen Gesamtbestand von 82–233 Paaren. Der Bestand auf Luzon wurde Anfang des 21. Jahrhunderts auf nur „sehr wenige“ („very few“) Paare geschätzt, jener auf Samar auf 6 und der Bestand auf Leyte auf vielleicht 2. Daraus ergibt sich ein Weltbestand von etwa 90–250 Paaren.
Die Zahlen zum Bestand auf Luzon, Samar und Leyte sind jedoch sehr unsicher. Eine neuere Schätzung, die eine ähnliche Dichte wie auf Mindanao auch für die anderen drei besiedelten Inseln annimmt, kommt zu einem Gesamtbestand von etwa 340 Paaren. Auch diese Zahl ist jedoch sehr fraglich, da über die Siedlungsdichte auf diesen drei Inseln bisher nichts bekannt ist. Unstrittig ist, dass der Großteil der Weltpopulation auf Mindanao lebt.

## Gefährdung
Langfristige Hauptgefährdungsursache ist die anhaltende Waldzerstörung im gesamten Verbreitungsgebiet. Anfang des 21. Jahrhunderts betrug die Urwaldfläche im Areal des Affenadlers noch 9.220 km², und für die meisten verbliebenen Urwaldbereiche im Tiefland wurden bereits Holznutzungslizenzen vergeben. Kurzfristige Hauptbedrohung ist jedoch wohl menschliche Verfolgung. Insbesondere die wenig scheuen Jungvögel lassen sich leicht abschießen oder fangen, ebenso Altvögel, deren Nester nahe am Waldrand liegen. Die IUCN stuft den Affenadler aufgrund des sehr kleinen Gesamtbestandes, des anzunehmenden starken Bestandsrückganges in den letzten 3 Generationen (56 Jahre) und dem Weiterbestehen der Hauptgefährdungen als vom Aussterben bedroht (critically endangered) ein.
Ab 1969 wurden eine Reihe von Initiativen zum Schutz der Art begonnen, dazu gehören gesetzliche Maßnahmen zum Schutz vor menschlicher Verfolgung und zum Schutz der Nester, Bestandserfassungen, Kampagnen, um die Öffentlichkeit für den Schutz der Art zu sensibilisieren, der Aufbau einer Zuchtgruppe in Gefangenschaft sowie Projekte mit der lokalen Bevölkerung, um deren Einkommen zu verbessern und den Druck auf die Lebensräume der Art zu mindern. Ein Teil der Brutgebiete steht unter Schutz, z. B. im Northern Sierra Madre Natural Park auf Luzon, sowie in dem Mount Kitanglad Range Natural Park und dem Mount Apo Natural Park auf Mindanao. 1987 wurde die Philippine Eagle Foundation (PEF) gegründet, die das Philippine Eagle Centre in Davao City auf Mindanao betreibt. Dort werden die Zucht in Gefangenschaft, Bestandserfassungen und Schutzmaßnahmen koordiniert. Im Jahr 2008 gab es im Philippine Eagle Centre 32 Affenadler, von denen 18 in Gefangenschaft geboren waren. Die PEF plant ein Programm zur Bestandsstützung durch die Auswilderung von Nachzuchten.
Trotz der anhaltenden und von Regierungsseite in ihrem Umfang offenbar eher verharmlosten Waldzerstörung werden die Aussichten für eine Erhaltung der Art nicht durchweg als schlecht eingestuft. Die Reproduktion der verbliebenen Population ist zumindest auf Mindanao offenbar gut, und die Art hat sich in gewissem Umfang als durchaus anpassungsfähig an Lebensraumveränderungen erwiesen. Die Nester befinden sich heute nicht nur in Urwäldern, sondern auch in alten Sekundärwäldern und sogar in hochgradig gestörten Bereichen. Weiterhin wurde bei der Besenderung von Brutvögeln, deren Brutplätze in weiträumig isolierten Waldfragmenten lagen, unter anderem festgestellt, dass die Vögel zur Jagd andere Waldbereiche aufsuchten und dabei weite waldfreie Landschaften mit Grasland und Ackerflächen überflogen.
Die derzeitige Hauptgefährdung durch menschliche Verfolgung lässt sich als Problem des menschlichen Verhaltens im Gegensatz zur Wiederherstellung von Wald zumindest im Prinzip relativ kurzfristig lösen. Hier liegt daher ein Schwerpunkt der Arbeit der PEF.
Der Affenadler wurde am 4. Juli 1995 durch die Präsidentenproklamation Nr. 79 zum Nationalvogel der Philippinen erklärt. Um das öffentliche Bewusstsein für den Schutz der Art zu stärken, findet auf den Philippinen jeweils vom 4.–10. Juli die „Philippine Eagle Week (PEW)“ statt. Zudem ziert der Vogel seit 2022 den 1000-Peso-Schein.